# اجنبی (فیلم ۲۰۰۱)
اجنبی (به هندی: Ajnabee) فیلمی محصول سال ۲۰۰۰ و به کارگردانی عباس-مستعان است. در این فیلم بازیگرانی همچون بابی دئول، آکشی کومار، کارینا کاپور، بیپاشا باسو، جانی لور، دالیپ تاهیل و شارات ساکسنا ایفای نقش کرده‌اند.